# Kalorymetria

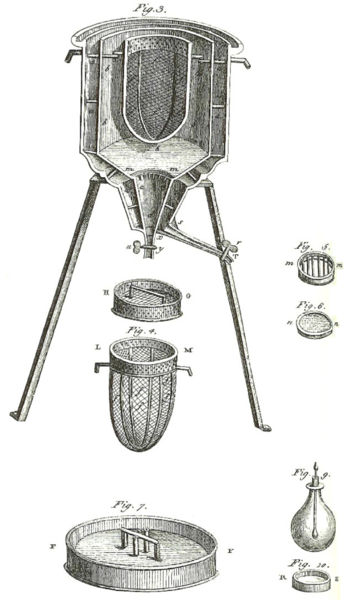
Prawdopodobnie pierwszy na świecie kalorymetr, który był stosowany przez Antoine Lavoisiera i Pierre-Simon Laplace'a do pomiaru ciepła rozmaitych przemian chemicznych. Podstawą pomiaru było przeliczenie ilości wody powstałej na skutek stopienia się lodu, który był umieszczony w płaszczu naczynia, w którym zachodziła badana przemiana chemiczna

Kalorymetria (łac. calor = ciepło) – dział chemii fizycznej i termodynamiki zajmujący się rozwijaniem technik pomiaru ciepła powstającego w wyniku reakcji chemicznych i rozmaitych procesów fizycznych.
Kalorymetria dostarcza wielu cennych informacji o termodynamicznym przebiegu procesu. Pomiar ciepła przemiany umożliwia bowiem ustalenie także wartości zmian innych wielkości termodynamicznych takich jak entalpia, entropia i wiele innych. 
Pomiar ciepła przemiany układu nie jest tożsamy z pomiarem zmian jego temperatury, ze względu na to, że w naturze nie istnieją w praktyce układy w pełni adiabatyczne, czyli nie wymieniające ciepła z otoczeniem. Ponadto efekt cieplny wielu przemian jest trudny do zmierzenia, gdyż mogą mu towarzyszyć procesy uboczne, które same pochłaniają lub wytwarzają energię termiczną. Z tych wszystkich względów w urządzeniach do pomiaru efektów cieplnych, zwanych kalorymetrami stosuje się rozmaite, często bardzo skomplikowane, pośrednie techniki pomiaru energii termicznej, takie jak pomiar energii elektrycznej dostarczanej do układu grzejno-chłodzącego, potrzebnego do utrzymywania stałej temperatury badanego układu, w którym zachodzi analizowana przemiana. 
Za inicjatora kalorymetrii uważa się zwykle Josepha Blacka, szkockiego fizyka, który jako pierwszy wyraźnie rozgraniczył pojęcia temperatury i ciepła. Pierwszym fizykiem, który zbudował działający kalorymetr byli prawdopodobnie Antoine Lavoisier i Pierre Simon de Laplace

## Izotermiczne miareczkowanie kalorymetryczne
ITC (ang.isothermal titration calorimetry)
Rodzaj metody, która pozwala badać termodynamikę oddziaływań między cząstkami w roztworze. W przypadku ITC nie zmienia się temperatura próbki i roztworu odniesienia - utrzymuje się ją na stałym poziomie ("izotermiczna").
Częstym zastosowaniem kalorymetru ITC jest pomiar ciepła wiązania enzymu z lekiem lub inhibitorem.

## Skaningowa kalorymetria różnicowa
DSC (ang. differential scanning calorimetry) technika doświadczalna, pozwalająca mierzyć pobieranie energii cieplnej przez próbkę podczas kontrolowanego wzrostu (lub spadku) temperatury.